# Haveaucuba
 Ikke at forveksle med Paletblad (Plectranthus scutellarioides).
Haveaucuba (Aucuba japonica), ofte skrevet have-aucuba, er en mellemstor busk med en halvkugleagtig vækstform. 

## Beskrivelse
Barken er først grøn og glat. Senere får den spredte korkporer, og til sidst bliver den opsprækkende og stribet grågrøn. Knopperne er modsatte, ægformet fladtrykte og gråbrune til violette. Bladene er aflangt ægformede og læderagtige med hel rand og nogle få, grove tænder på den yderste halvdel. Bladstilkene er violette i tonen. Oversiden er blankt mørkegrøn, mens undersiden er mat og lysegrøn. 
Blomsterne sidder skjult under løvet, og der er enten hun- eller hanblomster på en busk. De er violetbrune og ret små. Frugterne er røde og saftige med en stenkerne. De hunlige planter bærer spiselige bær om efteråret. De er røde og saftige med en stenkerne.
Rodnettet er trævlet og præget af, at planten er formeret ved stiklinger. Planten regnes for sart og sælges også som potteplante til stuebrug.
Højde x bredde og årlig tilvækst: 1,5 x 1,5 m (20 x 20 cm/år). 

## Hjemsted
Haveaucuba vokser i fugtige, blandede løvskove i Japan, hvor den danner den underskov sammen med flere stedsegrønne arter, som er afhængige af det tykke snedække, der er det normale i japanske vintre. 
I skoven omkring Ochi-templet i Kōchi-præfekturet på øen Shikoku i Japan, findes arten sammen med bl.a. Castanopsis sieboldii (af bøge-familien), Cleyera japonica (af te-familien), djævletræ, kinesisk stjernejasmin, Quercus glauca og Quercus salicina (to arter af eg), stornålet sydtaks og ægte kamelia

## Anvendelse
Busken er velegnet som prydbusk i skygge eller på nordsiden af bygninger og hegn. Den tåler ikke fuld sol eller barfrost, så den er lidt sart – især i de første år. Dens charme er det frodige, stedsegrønne løv.
- Blade uden pletter
- Bær
- Aucuba japonica - Museum specimen

## Note
1. ↑  Osamu Yamaguchi og Yoko Tsuchida: Analysis of Forest Ecosystems Arkiveret 4. marts 2016 hos  Wayback Machine (engelsk)